# Belleza robada
Belleza robada (Stealing Beauty) es una película de 1996 dirigida por Bernardo Bertolucci, con Liv Tyler, Joseph Fiennes, Jeremy Irons, Sinéad Cusack y D. W. Moffett en los papeles principales.

## Sinopsis
Después de que su madre se suicida, Lucy, de diecinueve años, es enviada por su padre a Italia para modelar una escultura. Sin embargo, tiene otras razones para querer ir. Quiere renovar su amistad con Nicolo Donati, un joven de quien se enamoró en su última visita cuatro años atrás. Asimismo, trata de resolver el enigma dejado en un diario por su madre, Sara.

## Reparto
- Liv Tyler: Lucy Harmon.
- Sinéad Cusack: Diana Grayson.
- Donal McCann: Ian Grayson.
- Rebecca Valpy: Daisy Grayson.
- Jeremy Irons: Alex Parrish.
- Jean Marais: M. Guillaume
- Rachel Weisz: Miranda Fox.
- Joseph Fiennes: Christopher Fox.
- D. W. Moffett: Richard Reed.